# Tarbaleopsis willemsei
Tarbaleopsis willemsei är en insektsart som beskrevs av Kevan, D.K.M. 1966. Tarbaleopsis willemsei ingår i släktet Tarbaleopsis och familjen Pyrgomorphidae. Inga underarter finns listade i Catalogue of Life.